# Dokumentens bok

Dokumentens bok eller Shujing (书经; Shūjīng) eller Shangshu (尚书; Shàngshū) är en av de fem klassikerna av konfucianismens historiska verk. Dokumentens bok är en samling tal och konversioner av regenter och politiker från den mytologiska början på historien till mitten av Västra Zhoudynastin (1045 f.Kr. till 771 f.Kr.). Ursprungligen hette verket bara "Boken" (书).
Dokumentens bok består av fem delar. Den första och kortaste är Tangs bok (唐书) om kejsar Yao. (inte att förväxla med Tangshu från De 24 historieverken. Den andra heter Yus bok (虞书) och handlar om kejsar Shun. Den tredje, fjärde och femte delen handlar om de tre forna dynastierna; Xiadynastins bok (夏书) om Xiadynastin, Shangdynastins bok (商书) om Shangdynastin och Zhoudynastins bok (周书) om Zhoudynastin (inte att förväxla med Zhoushu från De 24 historieverken. Eftersom både Konfucius och Mencius högaktade de forna kungarna integrerades Dokumentens bok till konfucianismen och blev en av de fem klassikerna. Det är sex typer av konversationer i Dokumentens bok; Påbud ( 典), råd (謨), tal (誓), tillkännagivanden (誥), instruktioner (訓) och befallningar (命).
Under Qindynastin (221 f.kr.–206 f.Kr.) godkände kejsar Qin Shi Huangdi försteminister Li Sis förslag att alla böcker som inte handlade om medicin, spådomskonst, skogsbruk eller historia skriven av Qin-historiker skulle brännas. Böcker såsom Sångernas bok, Dokumentens bok och andra filosofiska verk från de "hundra skolorna" skulle brännas. Enligt en legend så murade Fu Sheng (伏勝) då in ett exemplet av Dokumentens bok i en vägg för att bevara den, där den låg gömd i några årtionden tills den sedan hittades under Handynastin (202 f.Kr.–220). Verket i sin helhet klarade sig inte utan bara 28 kapitel blev bevarade som sedan kopierades och spreds. Det verk som Fu Sheng bevarade var skrivet med kinesisk kanslistil.

## Datering
Språket visar att vissa delar av texterna som härrör Shangdynastin är skrivna under den äldre delen av Zhoudynastin (1045 f.Kr.–256 f.Kr.), och förmodligen av historiker från feodalstaten Song (vars härskare var ättlingar till Shangdynastins kungar). De delar som handlar om de äldsta epokerna är huvudsakligen skriven under inledningen av Östra Zhoudynastin (770 f.Kr.–256 f.Kr.), men vissa delar är skrivan under Shangdynastin (1600 f.Kr. till 1045 f.Kr).